# Сола, Энрике
Энрике 'Кике' Сола Клементе (исп. Enrique Sola Clemente; род. 25 февраля 1986, Касканте, Наварра, Испания) — испанский футболист, нападающий.

## Карьера
Воспитанник спортивной школы «Осасуны». Дебютировал за родную команду 9 июня 2007 года, в Севилье, в победном матче с «Бетисом», выйдя на замену во второй половине игры.
Два следующих года изредка появлялся на поле, преимущественно на замену, с периодами отсутствия из-за травм и потери формы. 16 июля 2009 года, на правах аренды, Сола переходит во второй испанский дивизион, в кастильский клуб «Нумансия» из Сории. По условиям соглашений с «Нумансией», Сола отдавался в аренду сроком на один год, в рамках частичной компенсации за переход в обратном направлении Карлоса Аранды на постоянной основе.
Однако карьера на новом месте не заладилась, даже будучи здоровым Сола не всегда попадал в заявку на матч. Такое отношение вынудило его 18 января 2010 года разорвать контракт с «Нумансией» и перебраться на остаток сезона в греческий «Левадиакос». Летом того же года он вернулся в родную команду.
Сезон 2010/11 Сола встретил на скамейке запасных памплонского клуба, оставаясь в тени других нападающих считавшихся основными: Вальтера Пандиани, Карлоса Аранды и только что подписанного Деяна Лекича, и появляясь на поле лишь в случае повреждения двух первых. Однако изменения в тренерском штабе команды вкупе с травмами основных нападающих позволили в марте 2011 года появиться игроку в стартовом составе «Осасуны». Такое тренерское решение ознаменовалось тремя голами Солы в трёх матчах подряд (в играх против «Расинга», «Эркулеса» и «Атлетико»). В дальнейшем прогресс продолжился и по результатам сезона он стал лучшим бомбардиром команды при том, что участвовал менее чем в половине матчей чемпионата.
3 июля 2013 года «Атлетик Бильбао» объявил о переходе Кике Солы в стан «львов». Контракт был подписан на 5 лет, сумма трансфера составила 4 млн евро.
15 января 2016 года Кике на правах аренды до конца сезона перешёл в английский клуб «Мидлсбро», представляющий Чемпионшип.